# Nicolò Cipolla
Nicolò Rosario Cipolla, detto Nicola (Agrigento, 14 gennaio 1922 – Palermo, 30 luglio 2017), è stato un politico italiano.

## Biografia
Discendente da una nota famiglia di giuristi originaria di Villalba, Nicola nasce ad Agrigento nel 1922. I genitori erano Giuseppe Cipolla, magistrato, e la madre Giuseppa Pantaleone. Si trasferisce a Palermo all'ultimo anno di liceo, dove assieme ai compagni di classe Napoleone Colajanni, Enzo Sellerio e Nino Sorgi comincia a conoscere il marxismo. Dopo la caduta del fascismo aderisce al Partito Socialista ed è tra i fondatori del «Fronte del lavoro».
Nel 1944 riapre la Camera del Lavoro di Palermo assieme al segretario generale Cesare Sessa.
All'inizio del 1946, assieme ad altri giovani socialisti tra cui Mario Mineo, Napoleone Colajanni, Enzo Sellerio e Peppe Fazio, riesce a far espellere dal PSI il riformista Rocco Gullo, sindaco di Palermo, considerato vicino ad ambienti mafiosi, il quale venne poco dopo reintegrato nel partito da Pietro Nenni e divenne deputato alla Costituente. A seguito della vicenda, Cipolla decide di lasciare il PSI e aderire al Partito Comunista Italiano, guidato in Sicilia da Girolamo Li Causi.
Nel 1947 viene eletto segretario responsabile della Federterra.
È protagonista delle lotte contadine del 1949-'50 nel corleonese assieme a Pio La Torre.
Deputato della II, III e IV Legislatura dell'Assemblea Regionale Siciliana (dal 1951 al 1963). Eletto nel Collegio di Palermo la prima volta nella lista del Blocco del Popolo e successivamente in quella del PCI.
Alle Elezioni Politiche del 1963 è eletto al Senato della Repubblica per il PCI nel collegio di Sciacca, dove viene confermato anche alle Elezioni Politiche del 1968, 
Dal 1º luglio 1963 al 14 novembre 1967  è Segretario del Gruppo Comunista al Senato. Alle Elezioni Politiche del 1972 è confermato al Senato nel collegio di Ragusa.
Fa parte della rappresentanza italiana al Parlamento europeo (ancora non eletto a suffragio universale), dal 26 ottobre 1972 al 4 luglio 1976.. Resta senatore fino al 1976.
Nel 1981 fonda il Cepes (Centro Studi di Politica Economica in Sicilia).
Muore a Palermo nel 2017.

## Opere
- Per un rilancio dell'autonomia, in La crisi dell'autonomia siciliana, a cura del Centro studi e iniziative di politica economica in Sicilia, Roma, Editori riuniti, 1984. ISBN 88-359-2644-0.
- Un nuovo giorno dello stato sociale. Lavoro produttivo e lavoro necessario, Roma, Datanews, 1995. ISBN 88-7981-060-X.
- 10 luglio 1943. Sbarcano in Sicilia inglesi, americani e... Cosa Nostra. Interrogativi e ricordi, Palermo, CEPES, 2013.
- Diario di un socialcomunista siciliano. (Tra memoria e futuro), Roma, Editori riuniti University Press, 2013. ISBN 978-88-6473-137-7.